# Brihadratha
Den siste indiske mauryakungen Brihadratha, född 187 f.Kr., död 185 f.Kr., ska tillsammans med sin son och tronarvinge ha mördats av sin militäre befälhavare Pushyamitra Sunga, som efter mordet själv utropade sig till kung och grundlade Sungadynastin.